# Roberto Hinojoza
Roberto Carlos Hinojoza Marín (Santa Marta; 2 de julio de 1999) es un futbolista colombiano. Juega de mediocampista y su equipo actual es el union magdalena en la Categoría Primera A.

## Trayectoria

### Unión Magdalena
Formado en la cantera del Unión Magdalena, debutó con el primer equipo el 20 de julio de 2019, en el partido de Categoría Primera A empatado 0-0 ante Atlético Huila. A lo largo de cinco temporadas, y con regreso al equipo magdalenense en 2023 (en Primera División y en Segunda División), se disputaron con el club un total de 116 partidos de liga y se marcaron 13 goles.

### Portimonense.
El 25 de enero de 2023 llegó el club Portimonense de la primera división portuguesa.

### Junior De Barranquilla.
Juega en el club Junior De Barranquilla como refuerzo para la temporada de 2024. a partir de enero de ese año, se estarán dando las opciones, al parecer en condición de préstamo por cinco o seis meses.

## Estadísticas
Actualizado al último partido disputado el 2 de noviembre de 2024.
| Club                       | Div                 | Temporada           | Liga  | Liga  | Copa Nacional | Copa Nacional | Copa Internacional | Copa Internacional | Total | Total |
| Club                       | Div                 | Temporada           | Part. | Goles | Part.         | Goles         | Part.              | Goles              | Part. | Goles |
| -------------------------- | ------------------- | ------------------- | ----- | ----- | ------------- | ------------- | ------------------ | ------------------ | ----- | ----- |
| Unión Magdalena · Colombia | 1ª                  | 2019                | 13    | 2     | -             | -             | -                  | -                  | 13    | 2     |
| Unión Magdalena · Colombia | 2ª                  | 2020                | 15    | 1     | 4             | 1             | -                  | -                  | 19    | 2     |
| Unión Magdalena · Colombia | 2ª                  | 2021                | 34    | 8     | 2             | 0             | -                  | -                  | 36    | 8     |
| Unión Magdalena · Colombia | 1ª                  | 2022                | 38    | 1     | 6             | 0             | -                  | -                  | 44    | 1     |
| Unión Magdalena · Colombia | 1ª                  | 2023                | 16    | 1     | -             | -             | -                  | -                  | 16    | 1     |
| Unión Magdalena · Colombia | Total               | Total               | 116   | 13    | 12            | 1             | -                  | -                  | 128   | 14    |
| Portimonense Portugal      | 1ª                  | 2022-23             | -     | -     | -             | -             | -                  | -                  | -     | -     |
| Portimonense Portugal      | Total               | Total               | -     | -     | -             | -             | -                  | -                  | -     | -     |
| Junior · Colombia          | 1ª                  | 2024                | 19    | 0     | 1             | 0             | 2                  | 0                  | 22    | 0     |
| Junior · Colombia          | Total               | Total               | 19    | 0     | 1             | 0             | 2                  | 0                  | 22    | 0     |
| Total en su carrera        | Total en su carrera | Total en su carrera | 135   | 13    | 13            | 1             | 2                  | 0                  | 150   | 14    |

| Gol | Resultados | Partido                  | Competición        | Fecha                    |
| --- | ---------- | ------------------------ | ------------------ | ------------------------ |
| 1-1 | 1-2        | Vs. Cúcuta Deportivo     | Finalización 2019  | 31 de agosto de 2019     |
| 1-0 | 1-2        | Vs. Atlético Bucaramanga | Finalización 2019  | 24 de octubre de 2019    |
| 3-1 | 3-1        | Vs. Bogotá F.C           | Copa Colombia 2020 | 5 de marzo de 2020       |
| 0-1 | 2-5        | Vs. Barranquilla         | Primera B 2020     | 24 de octubre de 2020    |
| 0-1 | 0-1        | Vs. Real Santander       | Primera B 2021 l   | 21 de febrero de 2021    |
| 0-1 | 1-1        | Vs. Fortaleza            | Primera B 2021 l   | 3 de marzo de 2021       |
| 4-1 | 4-1        | Vs. Barranquilla         | Primera B 2021 l   | 3 de abril de 2021       |
| 1-3 | 3-3        | Vs. Real Santander       | Primera B 2021 ll  | 31 de julio de 2021      |
| 0-1 | 0-2        | Vs. Boca Juniors de Cali | Primera B 2021 ll  | 21 de agosto de 2021     |
| 1-0 | 3-0        | Vs. Barranquilla         | Primera B 2021 ll  | 26 de septiembre de 2021 |
| 3-1 | 3-3        | Vs. Atlético             | Primera B 2021 ll  | 9 de octubre de 2021     |
| 2-1 | 4-1        | Vs. Bogotá F.C           | Primera B 2021 ll  | 23 de noviembre de 2021  |
| 2-1 | 2-1        | Vs. Junior               | Finalización 2022  | 4 de septiembre de 2022  |
| 1-0 | 1-1        | Vs. Once Caldas          | Finalización 2023  | 18 de septiembre de 2023 |

## Palmarés

### Títulos nacionales
| Título              | Equipo          | País     | Año  |
| ------------------- | --------------- | -------- | ---- |
| Categoría Primera B | Unión Magdalena | Colombia | 2021 |

## Clubes
| Club                   | País     | Año           |
| ---------------------- | -------- | ------------- |
| Unión Magdalena        | Colombia | 2019-2022     |
| Portimonense           | Portugal | 2023          |
| Unión Magdalena        | Colombia | 2023          |
| Júnior De Barranquilla | Colombia | 2024-presente |